# Regionalwahl in der Toskana 1990
Die Regionalwahl in der Toskana 1990 fand am 6. und 7. Mai statt.

## Wahlergebnis
| Listen            | Listen                                                    | Stimmen   | %    | Mandate |
| ----------------- | --------------------------------------------------------- | --------- | ---- | ------- |
|                   | Partito Comunista Italiano                                | 986.513   | 39,8 | 22      |
|                   | Democrazia Cristiana                                      | 642.623   | 25,9 | 14      |
|                   | Partito Socialista Italiano                               | 337.719   | 13,6 | 6       |
|                   | Lista Verde – Verdi Arcobaleno                            | 93.945    | 3,8  | 2       |
|                   | Partito Repubblicano Italiano                             | 85.784    | 3,5  | 1       |
|                   | Movimento Sociale Italiano – Destra Nazionale             | 82.295    | 3,3  | 1       |
|                   | Caccia Pesca Ambiente                                     | 76.202    | 3,1  | 1       |
|                   | Partito Socialista Democratico Italiano                   | 39.863    | 1,6  | 1       |
|                   | Democrazia Proletaria                                     | 26.805    | 1,1  | 1       |
|                   | Partito Liberale Italiano                                 | 25.872    | 1,0  | 1       |
|                   | Antiproibizionisti sulla Droga                            | 24.024    | 1,0  | –       |
|                   | UV – Movimento Federalista Progressista – Verdi Progresso | 20.692    | 0,8  | –       |
|                   | Lega Lombarda – Lega Nord                                 | 20.657    | 0,8  | –       |
|                   | Lista Pensionati                                          | 11.753    | 0,5  | –       |
|                   | Lokale Liste                                              | 3.420     | 0,1  | –       |
| Gesamt            | Gesamt                                                    | 2.478.167 | 100  | 50      |
|                   |                                                           |           |      |         |
| Ungültige Stimmen | Ungültige Stimmen                                         | 183.991   | 6,9  |         |
| Wähler            | Wähler                                                    | 2.662.158 | 89,6 |         |
| Wahlberechtigte   | Wahlberechtigte                                           | 2.970.377 |      |         |